# Polska na Młodzieżowych Mistrzostwach Europy w Lekkoatletyce 2021
Polska na Młodzieżowych Mistrzostwach Europy w Lekkoatletyce 2021 – reprezentacja Polski podczas trzynastej edycji czempionatu Starego Kontynentu dla zawodników do lat 23, która odbyła się w Tallinnie, zdobyła 5 medali, w tym dwa złote.

Mężczyźni:
- bieg na 200 metrów
  - Łukasz Żok zajął 7. miejsce
  - Damian Trzaska zajął 8. miejsce
  - Patryk Wykrota odpadł w półfinałach (11. miejsce)
- bieg na 1500 metrów
  - Szymon Żywko odpadł w eliminacjach (30. miejsce)
- bieg na 5000 metrów
  - Aleksander Wiącek odpadł w eliminacjach (17. miejsce)
- bieg na 110 metrów przez płotki
  - Krzysztof Kiljan odpadł w półfinałach (13. miejsce)
  - Olgierd Michniewski odpadł w półfinałach (18. miejsce)
- bieg na 400 metrów przez płotki
  - Sebastian Urbaniak odpadł w półfinałach (9. miejsce)
- bieg na 3000 metrów z przeszkodami
  - Mikołaj Czeronek odpadł w eliminacjach (20. miejsce)
- sztafeta 4 × 100 metrów
  - Damian Trzaska, Łukasz Żok, Patryk Wykrota i Artur Łęczycki zajęli 4. miejsce
- chód na 20 km
  - Łukasz Niedziałek nie ukończył
- skok w dal
  - Piotr Tarkowski zajął 6. miejsce
- trójskok
  - Dawid Krzemiński odpadł w eliminacjach (18. miejsce)
- pchnięcie kulą
  - Piotr Goździewicz zajął 8. miejsce
- rzut dyskiem
  - Jakub Lewoszewski odpadł w eliminacjach (14. miejsce)
- rzut oszczepem
  - Dawid Wegner zajął 5. miejsce
  - Oskar Trejgo zajął 10. miejsce

Kobiety
- bieg na 100 metrów
  - Klaudia Adamek zajęła 7. miejsce
  - Paulina Guzowska odpadła w półfinałach (17. miejsce)
  - Magdalena Stefanowicz odpadła w półfinałach (20. miejsce)
- bieg na 200 metrów
  - Julia Polak odpadła w półfinałach (15. miejsce)
- bieg na 400 metrów
  - Kinga Gacka zajęła 6. miejsce
  - Aleksandra Formella odpadła w półfinałach (15. miejsce)
- bieg na 800 metrów
  - Adrianna Czapla nie ukończyła
- bieg na 1500 metrów
  - Eliza Megger zajęła 5. miejsce
  - Klaudia Kazimierska zajęła 7. miejsce
  - Aleksandra Płocińska zajęła 9. miejsce
- bieg na 5000 metrów
  - Julia Afelt zajęła 13. miejsce
- bieg na 10000 metrów
  - Beata Topka zajęła 7. miejsce
  - Oliwia Sarnecka zajęła 19. miejsce
- bieg na 100 metrów przez płotki
  - Pia Skrzyszowska zajęła 1. miejsce
  - Klaudia Wojtunik zajęła 3. miejsce
  - Zuzanna Hulisz odpadła w półfinałach (14. miejsce)
- bieg na 400 metrów przez płotki
  - Natalia Wosztyl odpadła w półfinałach (14. miejsce)
  - Anna Gryc odpadła w półfinałach (20. miejsce)
- bieg na 3000 metrów z przeszkodami
  - Kinga Królik zajęła 2. miejsce
  - Emilia Mikszuta odpadła w półfinałach (28. miejsce)
- sztafeta 4 × 100 metrów
  - Adrianna Gąsior, Paulina Guzowska, Alicja Struzik i Magdalena Stefanowicz zajęły 4. miejsce
- sztafeta 4 × 400 metrów
  - Natalia Wosztyl, Aleksandra Formella, Karolina Łozowska i Kinga Gacka zajęły 3. miejsce
- skok wzwyż
  - Wiktoria Miąso zajęła 5. miejsce
- trójskok
  - Natalia Mach zajęła 8. miejsce
- rzut dyskiem
  - Nina Staruch zajęła 9. miejsce
  - Weronika Muszyńska odpadła w eliminacjach (15. miejsce)
- rzut młotem
  - Ewa Różańska zajęła 7. miejsce
- rzut oszczepem
  - Małgorzata Maślak odpadła w eliminacjach (19. miejsce)
- siedmiobój
  - Adrianna Sułek zajęła 1. miejsce